# Louis Nicolas Philippe Auguste de Forbin
Louis Nicolas Philippe Auguste de Forbin (Bouches-du-Rhône, 1779 -París, 1841) pintor francés.
Estaba en Lyon durante la Convención, vio morir a su padre y su tío, fue recogido por un diseñador de Lyon, Boissieu, quien lo inició en el arte, se alistó para escapar a la proscripición y pronto lo condecoraron. Se cogió un permiso para dedicarse al arte y visitó Italia, donde fue el protegido de la princesa Borghese.
Lo nombraron director general de museos en la Restauración Francesa y amplió el Louvre y el Luxembourg. 
Publicaron su Portefeuille en 1843.

## Títulos, órdenes y empleos[1]

### Órdenes

#### Reino de Francia
- 1819 -  Caballero de la Orden de San Miguel.
- 1816 - Comendador de la Legión de Honor.
- 1808 -  Caballero de la Legión de Honor.[2]
- Caballero de la Orden de San Juan vulgo de Malta.

### Empleos
- Gentilhombre de cámara honorario del Rey de Francia.
- 1816 - Director general de los Museos Reales del Rey de Francia y Navarra.[3][4]
- Director general de la Academia de Bellas Artes de Francia

## Obras
- l'Éruption du Vésuve
- la Mort de Pline
- la Vision d'Ossian
- la Procession des Pénitents noirs
- une Scène de l'Inquisition
- Inès de Castro
- le Campo Santode Pise

Un Mois à Venise, 1825

- le Cloître de Santa Maria Novella à Florence

Enlaces externos
- Wikimedia Commons alberga una categoría multimedia sobre Louis Nicolas Philippe Auguste de Forbin.

- Datos: Q867584
- Multimedia: Louis Nicolas Philippe Auguste de Forbin / Q867584